# Baltasar Breki Samper
Baltasar Breki Samper, també conegut com Baltasar Breki Baltasarsson, (Reykjavík, 22 de juliol de 1989) és un actor i assistent de director islandès. És fill del director de cinema Baltasar Kormákur i de la coreògrafa Ástrós Gunnarsdóttir i net del pintor català Baltasar B. Samper. És sobretot conegut per la seva participació en la sèrie de televisió islandesa Ófærð (en anglès: Trapped) (2015).
Baltasar Breki es va graduar a la Listaháskóli Íslands (Escola d'art d'Islàndia) el 2015. Ja havia aparegut per primer cop en un paper secundari a "101 Reykjavík" el 2000. Però el seu primer paper important fou a la sèrie "Ófærð", en el paper de Hjörtur. La carrera en sèries de televisió ha continuat amb la minisèrie "Chernobyl", on interpreta Ananenko. Posteriorment ha aparegut també en la sèrie "Katla". Ha aparegut també en diverses produccions teatrals del Teatre Nacional d'Islàndia.